# 陆建勋
陆建勋（1929年9月11日—），男，祖籍浙江杭州，生于北京，中国通信工程专家、中国工程院院士，中国舰船通信领域的开拓者与奠基人之一。

## 生平
陆建勋1947年至1950年就读于清华大学电机系。1950年入伍，此后曾任海军司令部通信处机务组长、海军701厂技术股长、海司通信部工程师等。1961年国防部第七研究院成立后，调入七院706所八室，历任副主任、主任。1968年七院舰船通信研究所成立后，又历任副所长、所长。1983年，升任第七研究院院长。1995年当选中国工程院信息与电子工程学部院士。

## 社会兼职
曾任第五届全国人大代表，中国造船学会副理事长，中国电子学会理事，总装备部科技委顾问，国防科工委专家咨询委委员等。